# Акции поддержки Азербайджана в Иране (2020 год)
Акции поддержки Азербайджана в Иране — это мероприятия и акции, проведенные южными азербайджанцами в 2020 году после Товузских боев и Второй Карабахской войны в поддержку Азербайджана и против Ирана и Армении.
В нескольких городах проведение акций было предотвращено. На акции, прошедшие более чем в десяти городах, вмешались силы безопасности, разогнав их и арестовав участников. Участники акций демонстрировали поддержку Вооружённым силам Азербайджана, выкрикивая лозунги против Армении и Ирана. Среди сотен задержанных были женщины, старики и дети. Многие из них подверглись насилию при аресте. Некоторые подверглись пыткам и избиениям как во время разгона акций, так и в тюрьме. Саджад Джолани, незрячий человек, был избит при аресте, ему сломали нос. Фатма Ибрагимзаде, задержанная в Тебризе, подверглась допросу и пыткам на глазах своей 13-летней дочери Кевсер Немети. Парвиз Сияби, 74-летний мужчина, арестованный в Ардебиле, был избит в тюрьме. Многие участники акций также получили наказание в виде порки. По словам правозащитников Жале Тебризли и Шахина Хиявлы, целью судов при вынесении такого наказания было унижение достоинства национальных активистов.
В октябре правозащитная организация "Amnesty International" выразила обеспокоенность массовыми арестами азербайджанских национальных активистов в различных городах Ирана и потребовала их безоговорочного освобождения. Группа южных азербайджанских феминисток выпустила заявление по Карабахскому конфликту, призывая к выполнению резолюций ООН для обеспечения мира и прекращения оккупации. 100 азербайджанских кинематографистов, проживающих в Иране, осудили военную агрессию Армении против Азербайджана, выразив поддержку освобождению Карабаха. Союз поэтов и писателей Южного Азербайджана организовал заявление, поддержанное 669 азербайджанскими поэтами, писателями и учеными, проживающими в Иране. Движение азербайджанских студентов также выпустило заявление в поддержку Азербайджана, которое было подписано различными студенческими организациями, журналами и ассоциациями, созданными южными азербайджанцами в университетах Тебриза, Хамадана, Урмии, Гиляна, Зенджана, Ардебиля и Тегерана.
14 октября 2021 года правозащитники, проживающие в Азербайджанской Республике, обратились в Комитет по правам человека ООН, организацию Amnesty International и к властям Ирана с требованием немедленного освобождения южных азербайджанских активистов, осуждая их аресты как нарушение прав человека и выражая серьёзное беспокойство по поводу применения физического насилия и пыток со стороны сил безопасности во время акций.

## История

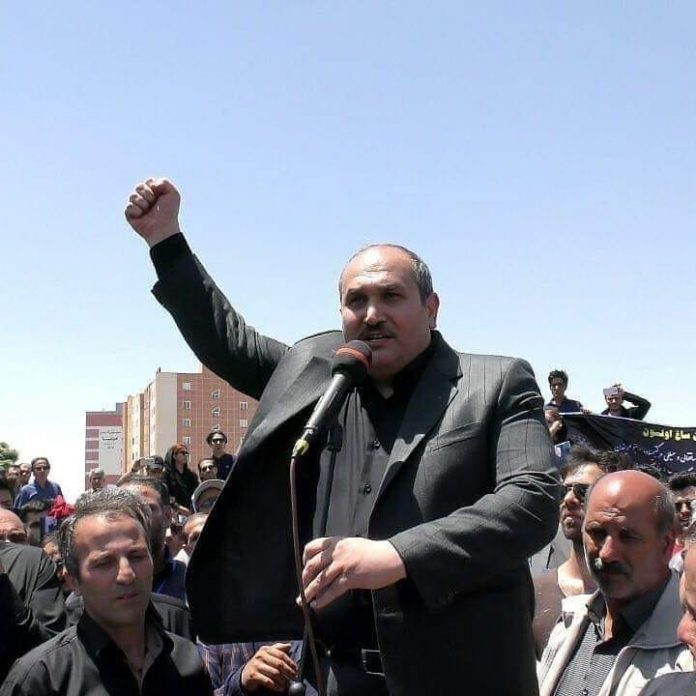
Аббас Лисани

На протяжении как Первой Карабахской войны, так и в период оккупации Карабаха, неоднократно проходили протесты против помощи Ирана Армении и марионеточному режиму в Карабахе. Эти протесты в разное время организовывались гражданами Азербайджана, на государственном уровне, а также азербайджанцами всего мира, в том числе и южными азербайджанцами. Кроме того, события в Азербайджане в различные периоды также получали поддержку со стороны южных азербайджанцев. Часто эти акции поддержки разгонялись, их участники арестовывались, подвергались пыткам или преследованиям.
Во время Первой Карабахской войны тюркские студенты Тегеранского университета организовали протестное шествие против Армении. Сначала они собрались во дворе университета, а затем попытались пройти к посольству Армении. Администрация университета закрыла ворота, чтобы не выпустить их, однако студенты сломали ворота и продолжили шествие по улице Ингилаб. Они несли плакаты с надписями: "Азербайджан, ты не один, мы с тобой" и "Мой дорогой Карабах, моё сладкое слово Карабах". Достигнув посольства Армении, они осудили агрессивные действия Армении и выразили свой протест.
В последующие годы тема Карабаха постоянно оставалась актуальной в регионах проживания южных азербайджанцев. В июне 2004 года представители армянского государства прибыли в Ардебиль с целью экономического сотрудничества. Когда выяснилось, что в составе армянской делегации также присутствовали представители самопровозглашённой Нагорно-Карабахской Республики, местные жители выразили протест. Когда это не дало результатов, они устроили сидячую забастовку в мечети Сарчещме в Ардебиле. Силы безопасности атаковали мечеть и, избив сидящих, арестовали их. Национально-культурному активисту Аббасу Лисани закрыли рот одеялом и избили до потери сознания. В результате избиения у него были сломаны несколько рёбер и нос, повреждены лёгкие и почка. Позже он был арестован и провёл два дня в одиночной камере в неизвестном месте. После того, как его доставили в 7-й отдел Революционного суда Ардебиля, было принято решение о его содержании под стражей ещё на месяц. Затем Лисани был помещён в одиночную камеру в тюрьме Ардебиля. Несмотря на многочисленные просьбы о медицинской помощи и голодовку, его требования не были удовлетворены. 22 июля 2004 года он был освобождён под залог в 200 миллионов риалов. Впоследствии он был оштрафован на 800 тысяч риалов и приговорён к 15 ударам плетью за "нарушение общественного порядка".
27 февраля 2019 года премьер-министр Армении Никол Пашинян встретился с армянской общиной в спортивном комплексе "Арарат" в Тегеране. Во время этой встречи он сфотографировался с баннером, на котором был написан лозунг "Карабах — это Армения и точка". Это вызвало протесты как в Азербайджанской Республике, так и среди южных азербайджанцев. 1 марта 2019 года активисты написали на стене того же комплекса в Тегеране лозунг "Карабах — неотъемлемая часть Азербайджана".

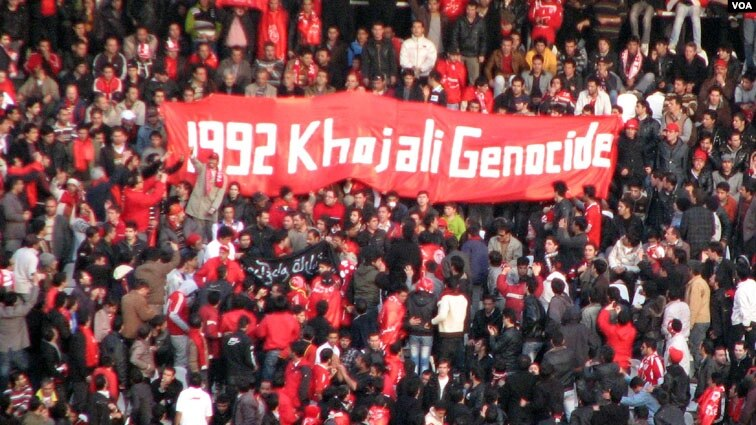
Болельщики футбольного клуба «Трактор» вспоминают Ходжалинский геноцид. 26 февраля 2010 г.

1 марта 2019 года трое жителей Сулдуза — Эхсан Исмаилдохт, Мехди Хамзеи и Бабек Сиями — были арестованы перед матчем футбольных клубов "Трактор" и "Сепахан" в Тебризе. Причиной их ареста стало то, что они написали на своих лицах слово "Карабах" в поддержку Азербайджана. После одного месяца и десяти дней заключения Эхсан Исмаилдохт был освобождён и покинул страну. Позже он поделился фотографиями следов пыток на спине. Во время матча болельщики на стадионе скандировали лозунг "Карабах наш, и он будет нашим!". Они также подняли два баннера с надписями на английском языке: "Карабах — это азербайджанская земля" и "Карабах наш, и он будет нашим!", а также флаг Азербайджана. После окончания игры 29 южных азербайджанцев, обвинённых в поднятии баннеров и флага, были арестованы при выходе со стадиона.
2 марта 2019 года активисты-южные азербайджанцы наклеили на стены здания консульства Армении в Тегеране листовки с надписью "Карабах — неотъемлемая часть Азербайджана".
9 марта 2019 года болельщики скандировали лозунги "Карабах наш, и он будет нашим!" на матче футбольных клубов "90" и "Шахин" в Урмии, а также на матчах клуба "Трактор" в Тебризе 14 марта и 5 апреля 2019 года, несмотря на запреты и преследования.
3 сентября 2020 года в Тегеране состоялся финал Кубка Ирана по футболу. После победы "Трактора" из Тебриза над тегеранским "Истиглал" болельщики праздновали победу, выкрикивая лозунг "Карабах наш, и он будет нашим!" на улицах Тегерана.
В апреле 2020 года видеозаписи, снятые в Ханкенди, находившемся под контролем армянских вооружённых сил, вызвали протесты в Азербайджане. На этих кадрах армянские активисты снимали машины с иранским топливом, направлявшиеся в Ханкенди, и выражали своё недовольство тем, что самопровозглашённый режим закупает дешёвое и некачественное топливо из Ирана. После этого Азербайджан потребовал от Ирана официального расследования, однако Иран отверг эти обвинения.
В июне 2020 года в интервью бывший министр иностранных дел Азербайджана Тофик Зульфугаров заявил, что оружие, предоставляемое Россией Армении, доставляется через Иран.
После начала Второй Карабахской войны в социальных сетях начали распространяться видеозаписи и фотографии, снятые южными азербайджанцами. Эти кадры показывали, что оружие и военная техника, приобретённые Россией, транспортировались в Армению через иранский пограничный пункт Нордюз. Это вызвало протесты среди южных азербайджанцев. 29 сентября Министерство иностранных дел Ирана отвергло эти обвинения. Позднее азербайджанские СМИ опубликовали видеозаписи, демонстрирующие транспортировку военной техники через территорию Ирана в Армению. Азербайджанский депутат Сабир Рустамханлы заявил, что Иран занимается перевозкой оружия в Армению из разных стран. Глава администрации президента Ирана Махмуд Ваеци в телефонном разговоре с вице-премьером Азербайджана Шахином Мустафаевым отверг эти обвинения, заявив, что слухи направлены на ухудшение отношений между двумя странами. 5 октября на пресс-конференции в Тегеране представитель Министерства иностранных дел Ирана Саид Хатибзаде отметил, что Иран не допускает транспортировку оружия и военной техники через свою границу в Армению. Позднее иранские государственные СМИ сообщили, что грузовики на видеозаписях были КамАЗами, ранее приобретёнными армянским правительством у России. Однако кадры показали, что это были не гражданские, а военные грузовики. В репортажах упоминалось, что всего было 670 таких грузовиков.

## В период противостояний в Товузе
После начала боев в Товузе 12 июля 2020 года живущие в Иране азербайджанцы призвали к проведению акций поддержки Азербайджана в городах Тебриз, Урмия, Ардебиль, Зенджан, Сулдуз и Тегеран.  За несколько дней до проведения акций иранские силы безопасности связались с некоторыми национальными активистами в этих городах, угрожая им и требуя воздержаться от участия в митингах. Граждане, собравшиеся на митинге и собравшиеся заранее в указанных местах, столкнулись с жесткой реакцией, их избивали, им не разрешили устроить марш. Тем не менее, в некоторых городах акции всё же состоялись.
16 июля в Тебризе перед консульством Азербайджана была организована акция поддержки Азербайджана местным населением. Участники акции осудили агрессивную политику Армении, скандируя лозунги "Да здравствует Азербайджан, да погибнут ненавистники!" и "Карабах наш, он будет нашим!". В ходе акции были арестованы Хекиме Ахмеди, Ясамин Зафери, Садулла Сасаниан, Рахим Сасаниан и Мехди Пурели. В январе 2021 года каждый из них были осужден Вторым уголовным судом Тебриза (подразделение №112) по обвинениям в "нарушении общественного порядка", "участии в незаконных собраниях и нарушении общественного порядка" и "восстании против сотрудников правоохранительных органов". Каждому из них было назначено одногодичное тюремное заключение и 60 ударов плетью.
16 июля в Урмии Фарид Хоршиди был вызван в полицейский участок. Хотя первоначально его отпустили в тот же день, на следующий день он снова был задержан силами безопасности и доставлен в Центральную тюрьму Урмии. Салар Тахир Афшар был вызван в полицейское отделение в день митинга в Урмии, но был арестован силами безопасности полицейского отделения. Затем 21 июля обоих временно освободили под залог в размере 50 миллионов томанов до дня суда. Оба национальных активиста были обвинены в "пропаганде против Исламской Республики Иран" и "нарушении национальной безопасности и общественного порядка". В августе национальный активист Фарид Хоршиди был оправдан от обвинений против него. Салар Тахир Афшар был приговорен к трехлетнему заключению в 2021 году.
16 июля перед посольством Азербайджана в Тегеране прошла акция поддержки Азербайджана, в результате которой были арестованы Хамид Джаббарли, Хусейн Шахиди, Хади Алиши и Якуб Меджиди и доставлены в тегеранскую тюрьму Эвин. До 20 июля их родственникам не сообщали, где они находятся. Хусейн Шахиди, Хади Алиши и Якуб Меджиди были освобождены под залог 20 июля, однако Хамид Джаббарли не был выпущен. Хамид Джаббарли позвонил своей семье в тот же день и сообщил, что находится в тюрьме Эвин. Тюремные надзиратели сказали, что он должен говорить на фарси, а не на азербайджанском, и прервали звонок. Позже его поместили в одну камеру с двумя членами ИГИЛ. После 7 дней заключения его временно освободили под залог до дня суда 27 июля.

## Во время Второй Карабахской войны
После начала Второй Карабахской войны азербайджанцы, проживающие в Иране, обратились в азербайджанское консульство в Тебризе. Они выразили желание добровольно сражаться на стороне Азербайджана в этой войне. Консул Алияннаги Гусейнов поблагодарил их за поддержку.
Иранские азербайджанцы в разные даты провели акции в поддержку азербайджанской армии и протесты против помощи Ирана Армении в нескольких городах, включая столицу Тегеран. В нескольких городах был поднят флаг Азербайджана. Участники акций выкрикивали лозунги "Карабах наш, будет нашим!" и "Поддержка армян – это преступление". Помимо этого, участники протестов требовали закрытия пограничного перехода Нордуз, выступая против поставок российской военной помощи Армении через Иран. Сотни участников акций были арестованы, избиты и подвергнуты пыткам в таких городах, как Ардебиль, Тебриз, Урмия, Зенджан, Джульфа, Аламдар, Хийав, Келейбер, Маку, Марага, Маранда, Сулдуз, Парсабад и Тегеран. Полиция и силы безопасности жестко подавили акции, используя слезоточивый газ, резиновые пули и дубинки. Не все задержанные были схвачены во время акций. Десятки активистов тюркского национального движения были арестованы либо до, либо после акций в своих домах и на рабочих местах.
В октябре 2020 года группа южных азербайджанских феминисток опубликовала заявление по поводу Карабахского конфликта. В своем заявлении они осудили войну и потребовали окончания оккупации и реализации резолюций ООН для обеспечения мира.

### Ардебиль

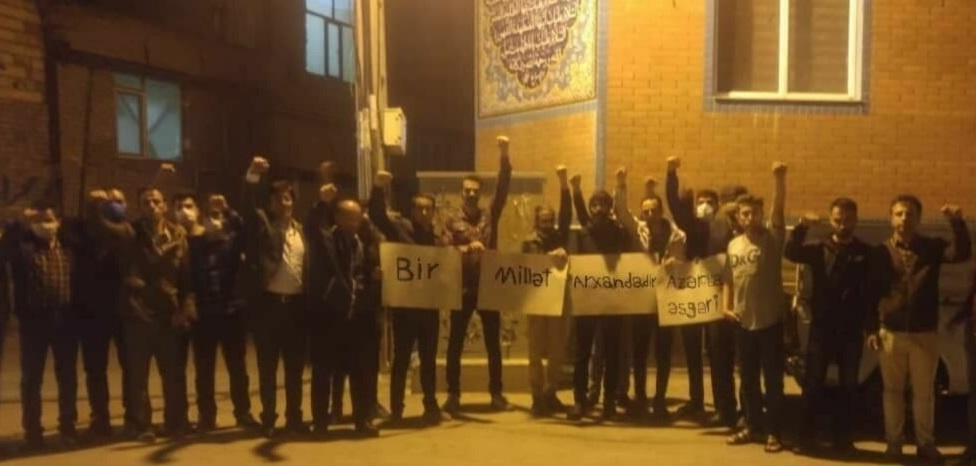
Жители Ардебиля, поддерживающие Азербайджан. 2020 год.

29 сентября 2020 года активисты в городе Ардебиль провели акцию в парке Джирал в поддержку азербайджанской армии и в знак протеста против помощи Ирана Армении. Они подняли плакат с надписью: "Ваша победа – наша победа, азербайджанский солдат" Участники акции были избиты и арестованы силами безопасности иранского режима.. После избиения их собрали в одной комнате и подвергли воздействию перцового газа, что причинило им ещё больше боли. У некоторых от воздействия газа начала слезать кожа на лице. Один из арестованных, Саджад Джолани, был избит, несмотря на инвалидность по зрению, и ему сломали нос.

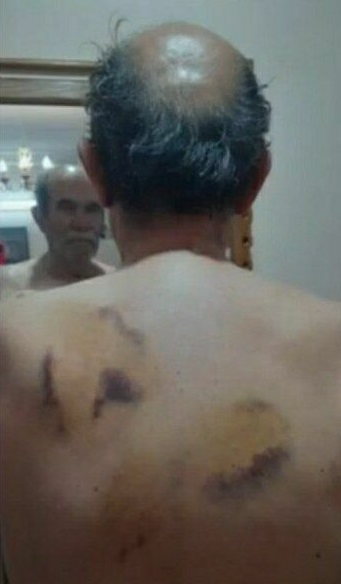
Следы побоев и пыток на теле 74-летнего Парвиза Сияби, арестованного в ходе акции в Ардебиле.

После начала Второй Карабахской войны азербайджанскому национальному культурному активисту и узнику совести Аббасу Лисани, который в то время находился в заключении, запретили встречи и телефонные разговоры с родственниками 13 ноября этот запрет был вновь введен.. 20 ноября 2020 года Аббас Лисани, находившийся в 7-м отделении тюрьмы Ардебиля, провёл сидячую акцию протеста в офисе надзирателя тюрьмы, протестуя против наложенных на него запретов. Сообщается, что эти запреты были инициированы начальником управления разведки провинции Ардебиль, главным директором судебной системы провинции Насиром Этебати и прокурором Ардебиля Сейидом Абдуллой Табатабаи. После акции Лисани было разрешено принимать посетителей из числа родственников, однако запрет на телефонные разговоры не был снят.
30 сентября 2020 года несколько национальных активистов в Ардебиле сфотографировались с плакатом перед мавзолеем Шейха Сафи в знак поддержки Азербайджана. На плакате латинским алфавитом было написано: "Целая нация за вами, азербайджанская армия". После этого, 1 октября 2020 года, в дома Мейсама Джолани и Али Хейрджу были совершены полицейские рейды, и они были арестованы силами безопасности. Силы безопасности проникли в дом Али Хейрджу, перелезая через забор, избили и оскорбили его, членов его семьи и соседей, пытавшихся предотвратить арест. Этот инцидент был снят на видео, что вызвало волну протестов среди людей. Позже жена Али Хейрджу, Афсане Акбарзаде, обратилась в 10-е отделение прокуратуры Ардебиля, чтобы узнать о состоянии мужа. Там её оскорбил и арестовал судья по фамилии Ноняхал. После однодневного задержания её освободили. В ту же ночь силы безопасности также совершили рейды в дома Мохсена Исмаили Эгдэма и Самеда Назми, пытаясь их арестовать, но не смогли из-за сопротивления соседей активистов.
3 октября 2020 года Amnesty International выразила обеспокоенность состоянием 20 иранских азербайджанских активистов, задержанных в первый день акций в Ардебиле, включая Асгара Акбарзаде, Муртазу Парвина, Мустафу Парвина, Мохаммеда Джолани, Мейсама Джолани и Али Хейрджу. 74-летний Парвиз Сияби, арестованный во время акции в Ардебиле, был временно освобождён под залог 5 октября. После освобождения он опубликовал фотографии, демонстрирующие избиения, с переломами на руках и синяками на спине и руках.
В декабре 2020 года 110-е отделение Второго уголовного суда Ардебиля приговорило Мейсама Джолани и Али Хейрджу к четырём месяцам тюремного заключения и 20 ударам плетью каждого по обвинению в "участии в нарушении общественного порядка путем создания беспорядков".
9 октября 2021 года суд города Ардебиль вынес приговоры нескольким национальным культурным активистам. Хусейн Балахани, Асгар Акбарзаде, Мустафа Парвин, Муртаза Парвин, Моджтаба Парвин, Хамид Хейдари, Мохаммед Джолани, Субхан Бахщи, Мехди Хушманд, Бахман Хейрджу и Саджад Джолани были признаны виновными по статье 607 Уголовного кодекса Исламской Республики Иран и приговорены каждого к 7 месяцам и 16 дням тюремного заключения и 74 ударам плетью.

### Тебриз

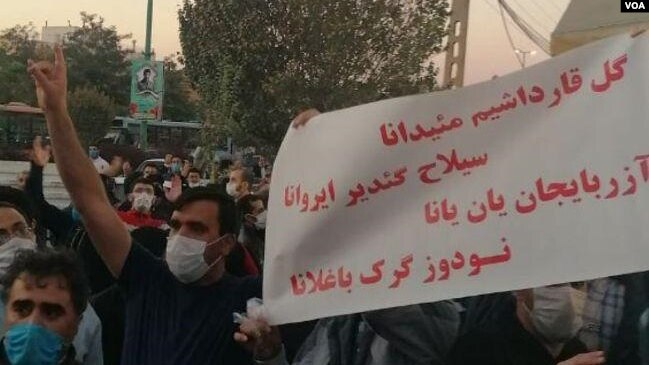
"Приди, мой брат, на площадь, оружие идет в Ереван", "Нордуз должен быть закрыт". Тебриз, 18.10.2020

1 октября в Тебризе прошла самая масштабная акция протеста, в результате которой было арестовано наибольшее количество человек. Участники акций выкрикивали лозунги "Да здравствует Азербайджан", "Карабах наш, будет нашим", "Мы готовы умереть, мы солдаты Бабека". На улице Растакуче в Тебризе группа граждан освободила некоторых задержанных участников митинга из рук спецназа, несмотря на это, многие участники были избиты, а 40 человек арестованы.
В октябре 2020 года национальные активисты в Тебризе призвали к проведению митинга в поддержку Карабаха 18 октября. После этого сотрудники Министерства разведки Ирана звонили многим активистам, угрожая арестом, и вызывали некоторых в офис министерства. Активисты Расул Резави, Хусейн Амир-Хиджри и Хусейн Мохаммедия были арестованы 17 октября, ещё до начала акции. Несмотря на все это, 18 октября в Тебризе состоялась акция в поддержку Азербайджана. Несмотря на жесткие действия полиции, акция продолжалась до ночи. Участники скандировали лозунги: "Приди, мой брат, на площадь, оружие идет в Ереван", "Карабах наш, будет нашим", "Поддержка Армении – это преступление", "Тебриз, Баку, Анкара, привет Турану!". Они также требовали закрытия пограничного перехода Нордуз между Ираном и Арменией, используя лозунг "Нордуз должен быть закрыт". На акции были арестованы несколько женщин, некоторые из них вместе с детьми. Среди задержанных были Шима Алмаси, Мехтаб Асгаринеджад и её дочь Айлин Ширзади, Хабибе Барги, Мина Валипур, Сара Тури, Фатима Ибрагимзаде и её дочь Ковсар Немати. Фатима Ибрагимзаде была освобождена через 24 часа после задержания вместе со своей 13-летней дочерью Ковсар.
Арестованные 17 октября Акбар Мохаджери, Расул Резави и Хусейн Мохаммедия объявили голодовку, заявив, что их арест был незаконным.
Один из задержанных, Сиямак Куши, был временно освобожден. Он сообщил, что следователи в изоляторе Министерства разведки избивали заключенных и оскорбляли их семьи. За два дня содержания под стражей им не давали питьевой воды, а тех, кто просил еду, выводили из комнаты и били. В изоляторе он видел более 30 мужчин и более 10 женщин среди арестованных.

### Зенджан
30 сентября в Зенджане группа южноазербайджанской молодежи развернула плакат с надписью "Родина простирается за пределы границ на картах" возле мавзолея Олджайту Худабенде. 1 октября азербайджанцы в Зенджане собрались на площади Сабзе в поддержку Азербайджана. Однако ещё до начала акции на площадь прибыли сотрудники сил безопасности. Люди, поднявшие плакаты и транспаранты в поддержку операций Азербайджана в Карабахе, подверглись насилию и избиениям со стороны полицейских в гражданской одежде. Несколько участников акции, арестованных силами безопасности, были освобождены с помощью других участников. После разгона акция возобновилась через час. Участники скандировали лозунги "Карабах наш, будет нашим". Акция снова была разогнана силами безопасности, и несколько человек, в том числе Акбар Карабаги и Маджид Карими, были задержаны.

### Урмия
1 октября на улицах Имам и Атаи в Урмии прошли митинги в поддержку Азербайджана. Хушанг Нагизаде, Амир Говхари, Сахенд Бехнамун, Реза Халили, Джавад Резаи, Ашкан Саадатмехр, Абулфазл Асгари были арестованы. Позже некоторые из них были временно освобождены. 22 ноября Юнус Ширзад Джаван, Рамин Худа Бахш, Салар Тахир Афшар, Сахенд Бехнамун, Хусния Интихаби Хансенлуи, Рамин Дехкан, Эрфан Мехди Ханлы Саатлу, Амир Иззати Хейдарлу, Фархад Мохаммади, Джавад Резаи и другие активисты были вызваны в 8-е отделение Общей и революционной прокуратуры Урмии.
Салар Тахир Афшар был арестован в 2020 году в Урмии. Он был приговорен к 4 годам лишения свободы по обвинению в "пропаганде против системы" и "организации незаконной акции протеста". Позже апелляционный суд Западного Азербайджана сократил его срок до 1 года. 19 июня 2021 года он был освобожден из тюрьмы с электронным браслетом.

### Худаферин
18 октября 2020 года, когда поселок Худаферин был освобожден Вооруженными Силами Азербайджана, в сети появились видео, на которых азербайджанцы, живущие на южном берегу реки Араз, приветствуют азербайджанских солдат, вошедших на берега, принадлежащие Азербайджанской Республике. Люди, собравшиеся там, аплодировали солдатам и скандировали лозунги "Да будет Азербайджан единым, пусть ослепнут те, кто этого не хочет", "Да здравствует Азербайджан". В последующие дни людям было запрещено подходить к берегу реки.
После того как Азербайджан очистил приграничные с Ираном территории от оккупантов, в иранский район Худаферин была направлена механизированная бригада "Имам Заман". 24 октября командующий сухопутными войсками Корпуса стражей исламской революции Мохаммад Пакпур, посетивший регион, заявил, что бригада размещена здесь для защиты жителей района Худаферин и границ. Однако размещение войск и проведение учений на границе с Азербайджаном во время войны вызвали протесты со стороны местных жителей.
Вугар Немат, национальный активист, проживающий в Карадаге, был арестован 30 октября в городе Келейбер силами Министерства разведки после интервью азербайджанского отделения “Радио Свобода”. В этом интервью он рассказал, что народ на юге реки Араз с радостью следит за боями и продвижением азербайджанской армии. До этого, 1 октября, его также вызывали в управление Министерства разведки в Келейбере, где он был допрошен в течение нескольких часов.

### Другие регионы и активности
27 сентября Южноазербайджанский Демократический Тюркский Союз (GADTB) выразил поддержку действиям азербайджанской армии по освобождению оккупированных территорий в ходе антитеррористической операции, назвав их правильными и соответствующими нормам международного права.
30 сентября в городах Тебриз, Урмия, Ардебиль и Зенджан, на стенах появились лозунги в поддержку Азербайджана. Среди них были: "Карабах наш, будет нашим", "Либо Карабах, либо смерть", "Нация Азербайджана не может терпеть это унижение".
1 октября на площади Имама Хусейна и улице 17 Шахривера в Тегеране началась акция в поддержку Азербайджана. Участники акции подняли азербайджанский флаг и скандировали лозунги: "Поддержка Армении — это преступление", "Нордуз должен быть закрыт", "Да здравствует Азербайджан", "Карабах, душа Карабах, я жертвую собой за тебя, Карабах" и "Карабах наш, будет нашим".

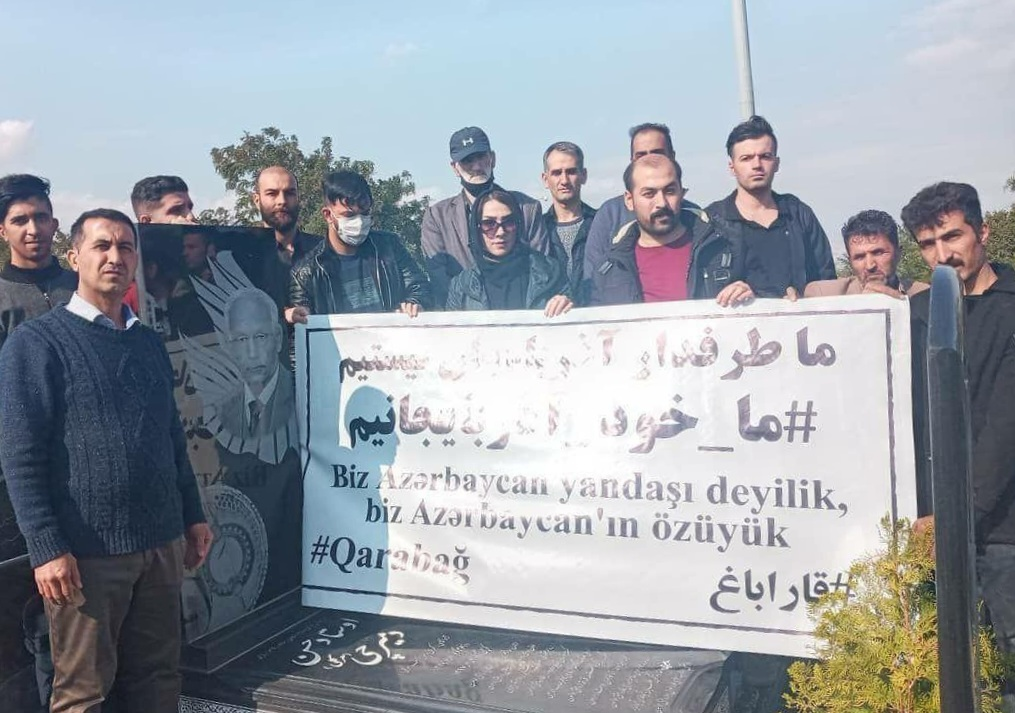
Жители Тебриза возле могилы Хасана Демирчи, кладбище Вади Рехмат, 2020 год.

Жители Сулдуза обратились в муниципалитет с просьбой организовать акцию поддержки Азербайджана, но на их обращение был дан негативный ответ. За день до назначенной акции были задержаны несколько национальных активистов. На проведенных акциях поддержки в регионах Хива и Муган были арестованы Вахид Хавенди, Сиямек Сейфи, Казим Сефабехш, Мехди Ибадуллахи, Шахруз Химметоглу и Пейман Агаи.
В Иране 1 октября 2020 года 100 азербайджанских кинематографистов опубликовали заявление, осуждающее военное вторжение Армении в Азербайджан и выражающее поддержку освобождению Карабаха. В тот же день кашкайские национальные, культурные, политические и общественные деятели также опубликовали заявление, осуждающее военное вторжение Армении в Азербайджан и выражающее поддержку военных операций азербайджанской армии. В заявлении они заявили о готовности бороться за освобождение азербайджанских территорий от оккупации.
1 октября 2020 года азербайджанцы начали кампанию под названием "Мы и есть Азербайджан". Участники кампании фотографировались с плакатами, на которых было написано: "Мы не сторонники Азербайджана, мы и есть Азербайджан", и делились этим в социальных сетях.
3 октября 2020 года 669 тюркских поэтов, писателей и ученых, проживающих в Иране, выступили с заявлением в поддержку Азербайджана, организованным Союзом поэтов и писателей Южного Азербайджана.
4 октября 2020 года в городе Джульфа были арестованы Саид Султани и Бабек Киюмерси. Они были задержаны в течение более двух месяцев в тюрьме Министерством разведки в Тебризе, а затем переведены в тюрьму в Тебризе. Обоих приговорили к 2 годам тюремного заключения по статье 499 Иранского уголовного кодекса за принадлежность к незаконным группам с целью нарушения безопасности страны.

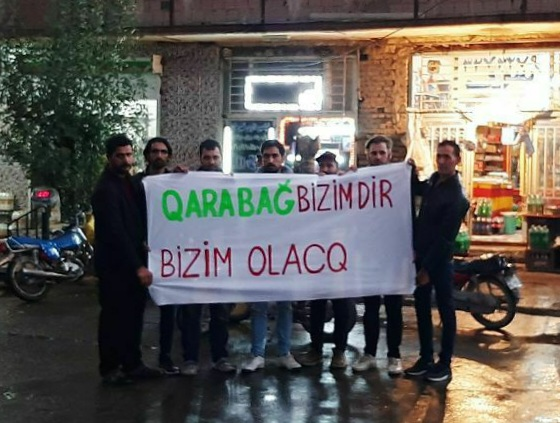
Жители Надарлы, поддерживающие Азербайджан. Октябрь 2020.

В октябре в городе Надарли был развешен плакат с надписью "Карабах наш, Карабах останется нашим!". После этого его магазин был закрыт полицией Ирана за подозрение в нарушении общественного порядка. Муртуз Нурмухаммеди и Хусейн Амани были вызваны в разведывательное подразделение полиции Ирана в связи с этим плакатом.
6-го октября в Южном Азербайджане Азербайджанское Студенческое Движение опубликовало заявление в поддержку Азербайджана. Заявление Студенческого Движения подписали различные студенческие организации, журналы и ассоциации, действующие в университетах таких городов, как Тебриз, Хамедан, Урмия, Решт, Зенджан, Ардебиль и Тегеран.
После проведения первых акций протеста был объявлен призыв к акции "Прекратите поддержку армянским террористам!", которая должна была состояться 18 октября. В этом призыве были указаны места и время проведения акции. Организаторы на плакатах, которые они распространили, отметили требование о закрытии перехода через границу с Нордузом и прекращении поддержки Ираном Армении. В результате 18 октября в городах Тебриз, Урмия, Зенджан, Ардебиль и Тегеран состоялись акции протеста.
18 октября в городе Решт провели акцию поддержки азербайджанской армии иранские азербайджанцы, проживающие в провинции Гилян, перед зданием Исламской культуры и просвещения провинции. Участники акции подняли плакаты с надписью "Мы не сторонники Азербайджана, мы сами азербайджанцы". Затем Ведуд Асади, Мохаммед Айни, Ибрахим Гянджи были арестованы. Мохаммед Айни был признан виновным в «пропаганде против системы», «сопротивлении национальной безопасности» и был приговорен к общей сроку заключения в 2 года и 7 месяцев. Он был освобожден из тюрьмы Решт 14 августа после отбывания 8 месяцев наказания. В феврале 2023 года он был условно освобожден после открытия электронной наручной связи.

## Поддержка задержанным

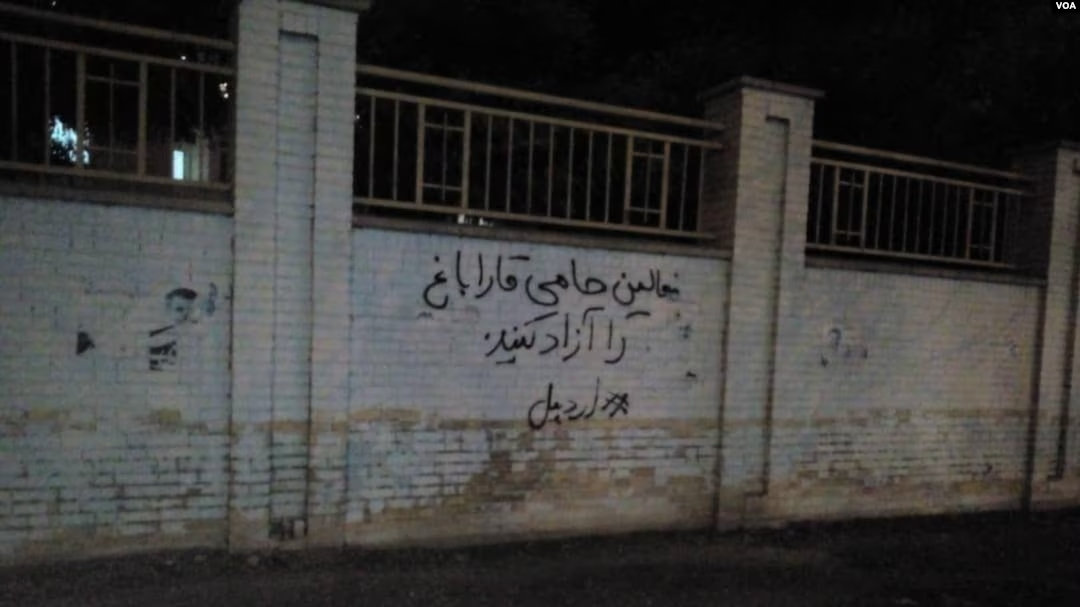
Ərdəbildə yazılmış divar yazısı: "Qarabağı dəstəkləyən fəalları azad edin". 26 oktyabr 2020.

В августе 2020 года члены азербайджанской диаспоры в США провели протестную акцию перед офисом, представляющим интересы Исламской Республики Иран в Вашингтоне. Они выразили свое несогласие с увеличивающимися давлениями со стороны иранского правительства на национальных активистов, защищающих права южных азербайджанцев. Кроме того, они потребовали освобождения национальных активистов, таких как доктор Латиф Хасанли, Аббас Лисани, Алирза Фарши, Бехнам Шейхи, Хамид Менефи Надарлу и других, а также поддержали требование освобождения Ясемина Зафари, Хекимы Ахмеди, Садуллы и Рахима Сасаниян, Хамида Джаббари, Магсуда Фазли и других, задержанных за участие в митингах в различных городах в поддержку Азербайджанской Республики в июле 2020 года.
26 октября 2020 года во время митингов в поддержку Карабаха в Ардебиле на улицах были написаны лозунги против арестованных людей. На стенах были написаны лозунги вроде "Освободите азербайджанских артистов и политических активистов" и "Освободите тех, кто поддерживает Карабах".
14 октября 2021 года правозащитники, проживающие в Республике Азербайджан, обратились с письмом в Комитет по правам человека ООН, организацию "Amnesty International" и в иранское правительство относительно ареста южноазербайджанских активистов. Они выразили серьёзное недовольство арестом, физическим насилием и пытками, применяемыми иранскими правоохранительными органами по отношению к южноазербайджанским национальным активистам, а также их нечеловеческим обращением и нарушением прав человека, требуя их немедленного освобождения.

## После окончания войны

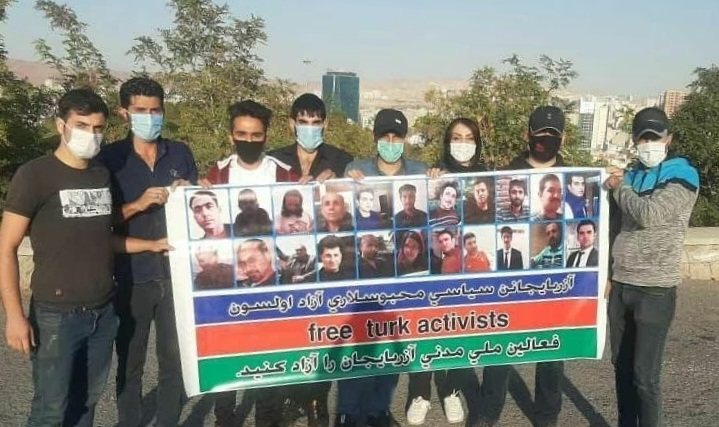
Жители Тебриза требуют освобождения арестованных деятелей национальной культуры

После окончания войны южноазербайджанские жители, проживающие в Иране, проводили победные шествия в различных городах в связи с восстановлением территориальной целостности Азербайджана, раздавали сладости, делали жертвования. Некоторые из этих мероприятий сопровождались музыкой и танцами. Однако иранские силы безопасности препятствовали этим мероприятиям, арестовывали некоторых участников и угрожали арестом другим. Доступ к центральным площадям городов, таких как Тебриз, Ардебиль, Урмия, был ограничен. На центральных улицах Урмии, таких как Хаййам и Имам, жителям раздавали сладости в честь освобождения Шуши. Перед магазинами расставляли столы с конфетами и напитками. Вечером в парке "Парк-э дженгэли" в Урмийе, у реки Гошачай и в нескольких других городах были запущены фейерверки в связи с победой Азербайджана. Жители Маку, отмечая победу, устраивали автопробег по улицам города. В 2020 году в городе Сераб были арестованы Фируз Агили и Бабек Дельхуни за участие в праздновании освобождения Карабаха путем раздачи жертвенного мяса. Житель Маку Али Хусейннаджад Аслу раздавал сладости горожанам в связи с освобождением Шуши. 12 ноября агенты Министерства разведки напали на его магазин одежды и арестовали его.
В ноябре 2020 года сын Аббаса Лисани Октай Лисани был обвинен в "нарушении общественного порядка" Ардебильским управлением по контролю за общественными объектами питания и ему было запрещено работать на рынке в Ардебиле из-за раздачи сладостей в связи с освобождением Шуши 9 ноября.
В городе Тикантепе иранские агенты Отдела контроля общественного питания атаковали праздничное мероприятие южных азербайджанцев и арестовали трех подростков: 16-летних Амира Ризу Моради Пехлевана, Хусейна Садри и 15-летнего Али Садри. Позже силы безопасности арестовали также участников акции Маджида Захедпура, Саеба Нехавенди Тикантепе и Абдуллуха Гулами. Причиной стали их фейерверки и скандирование национальных лозунгов в связи с победой Азербайджана. После нескольких часов они были освобождены. Им угрожали арестом при условии повторного распространения видеозаписей, отмечающих освобождение Карабаха.
Журналист Парвиз Йари отметил, что во время акций и в течение последующего года после них были арестованы 242 азербайджанских активиста. Кроме того, среди задержанных было 24 женщины. Некоторых женщин задерживали вместе с детьми. Задержанную в Тебризе Фатму Ибрагимзаде допрашивали и пытали на глазах у её 13-летней дочери Ковсар Немати.
Многим участникам акции также была назначена порка плетью. По мнению правозащитников Жале Тебризли и Шахина Хиявли, назначение этих наказаний со стороны судов направлено на унижение чести национальных деятелей.